# 緬因鎮區 (伊利諾伊州格蘭迪縣)
緬因鎮區（英語：Maine Township）是位於美國伊利諾伊州格蘭迪縣的一個行政鎮區。

## 地方資料
根據2010年美國人口普查的數據，緬因鎮區的面積為46.90平方千米，當中陸地面積為46.40平方千米，而水域面積為0.50平方千米。當地共有人口323人，而人口密度為每平方千米6.89人。